# Crișul Repede
Le Crișul Repede (Criș Rapide, ou Sebes-Körös en hongrois) est une rivière principalement roumaine située dans le nord-ouest du pays, en Transylvanie, dans le județ de Cluj et celui de Bihor avant de couler en Hongrie à travers le comitat de Hajdú-Bihar et de terminer sa course dans le comitat de Békés. Elle tient son nom du latin Crisola (du grec χρυσός / khrysós, « or », à cause des paillettes d'or charriées depuis le massif du Bihor).

## Géographie

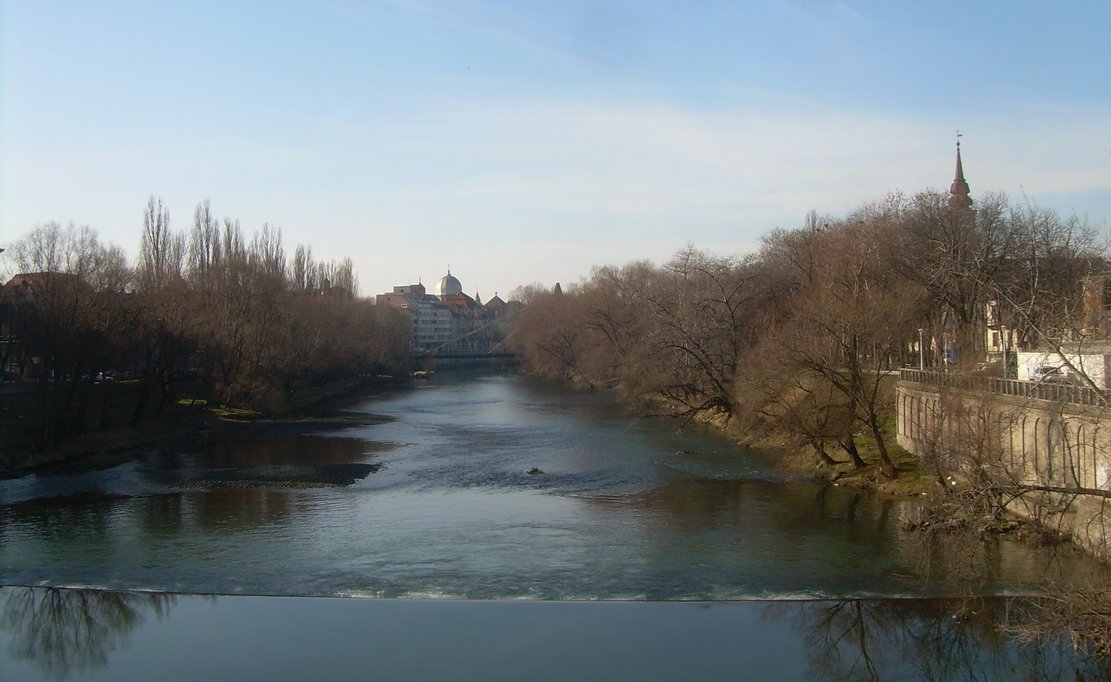
Le Crișul Repede à Oradea.

Le Crișul Repede prend sa source au nord-est des Monts Apuseni, dans les Monts Gliău, près du village de Izvoru Crișului, à environ 710 m d'altitude avant de couler dans le sens est-ouest et de se jeter dans le Körös en Hongrie, en amont de la ville de Gyomaendrőd (comitat de Békés) à 81 m d'altitude. Le Crișul Repede, au régime irrégulier, est canalisé sur une grande partie de son cours inférieur entre Țețchea et Oradea en Roumanie, puis dans la grande plaine hongroise à partir de Körösszakál. Un système de réservoirs et de lacs de retenue a également été construit en aval d'Oradea pour protéger la ville des inondations (lacs de Lugașu de Jos, de Tileagd, d'Oșorhei).
Dans son cours supérieur, avant de pénétrer dans la plaine de la Crișana, Le Crișul Repede comporte de nombreux défilés et rapides dans son passage entre les Monts Plopiș au nord et les Monts Pădurea Craiului au sud.
Il traverse successivement les localités de Izvoru Crișului, la ville d'Huedin, Poieni, Ciucea et Negreni dans le județ de Cluj, puis les communes de Bulz, Bratca, Șuncuiuș, Vadu Crișului, Aușeu, la ville d'Aleșd, Lugașu de Jos, Țețchea, Tileagd, Ineu, Săcădat, Oșorhei, la ville d'Oradea, Sântandrei, Girișu de Criș et Toboliu dans le județ de Bihor avant de pénétrer dans le comitat de Hajdú-Bihar, en Hongrie, de traverser les communes de Körösnagyharsány, Körösszakál et Komádi puis d'arroser Körösújfalu, Újiráz et Körösladány dans le comitat de Békés.

## Hydrographie
La Crișul Repede est un affluent de la rive droite du Körös (Criș en roumain), lui-même affluent de la Tisza, qui est un affluent du Danube. Il forme avec le Crișul Negru et le Crișul Alb les Trois Criș (Cele Trei Crișuri) qui irriguent toute la plaine roumaine de la Crișana (qui en tient son nom).
Son principal affluent est la Barcău sur sa rive droite.